# Stradlina

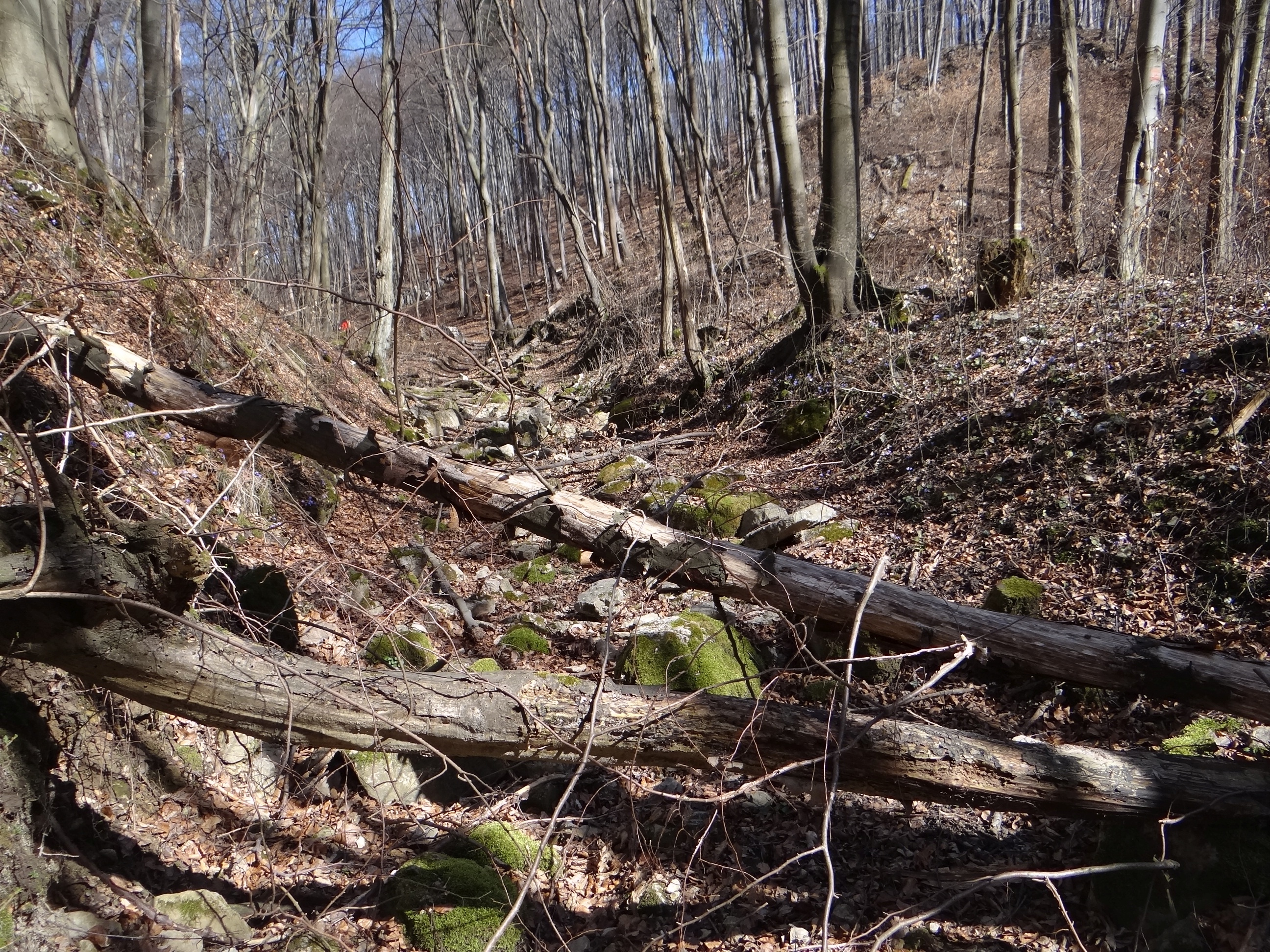
Wąwóz Stradlina

Stradlina – porośnięty lasem wąwóz będący lewym odgałęzieniem Doliny Racławki. Pod względem administracyjnym znajduje się na terenie wsi Żary w województwie małopolskim, pod względem geograficznym na Wyżynie Olkuskiej, będącej częścią Wyżyny Krakowsko-Częstochowskiej. Wąwóz położony jest na północny zachód od centrum Żar, przy południowo-wschodnich krańcach Paczółtowic.
Cały rejon wąwozu Stradlina włączony został do rezerwatu przyrody Dolina Racławki (w jego północno-wschodniej części). U wylotu wąwozu znajduje się obudowane Źródło Bażana. Wypływający z niego strumień jest prawobrzeżnym dopływem Racławki. Wąwozem Stradlina natomiast woda płynie tylko okresowo, kilka razy w roku, po większych opadach atmosferycznych, oraz w czasie wiosennych roztopów. 
Przez wąwóz Stradlina prowadzi szlak turystyki pieszej i rowerowej, oraz ścieżka dydaktyczna. W górnej części wąwozu znajduje się odsłonięcie piaskowców z okresu górnej jury z dobrze widocznymi warstwami.

## Szlak turystyczny
niebieska, ogólnoprzyrodnicza ścieżka dydaktyczna. Od parkingu w Dubiu dnem Doliny Racławki, obok Opalonej, Skałki z Nyżą, Źródła Bażana, przez Stradlinę i Komarówkę do dna doliny. 13 przystanków dydaktycznych.